# Terazije

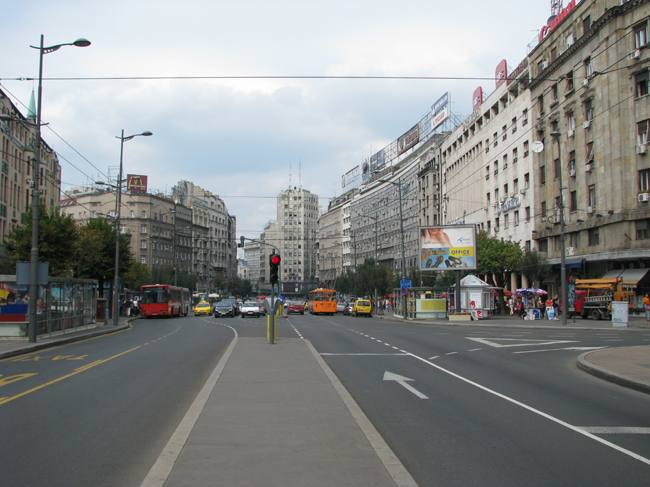
Terazije

Terazije (en serbio cirílico Теразије) es la plaza central y una vecindad urbana de Belgrado, la capital de Serbia. Se encuentra localizado en el municipio Stari Grad de Belgrado.

## Ubicación
A pesar del hecho de que muchos belgradenses consideran a la Plaza de la República o a Kalemegdan como las áreas centrales de la ciudad, Terazije es designada oficialmente el centro de Belgrado. Cuando se le da la numeración a las calles de Belgrado esta inicia desde la parte de la calle que se encuentra más cercana a Terazije. Terazije es también una calle corta que se encuentra conectada a la plaza Slavija por la calle Rey Milan, la calle principal de Belgrado, también se conecta a la plaza Nikola Pašić mediante el Boulevard Rey Alexander, la calle más larga de Belgrado, al barrio Zeleni Venac y más allá a Novi Beograd por la calle Prizrenska y a la Plaza de la República por la calle Kolarčeva.

## Historia

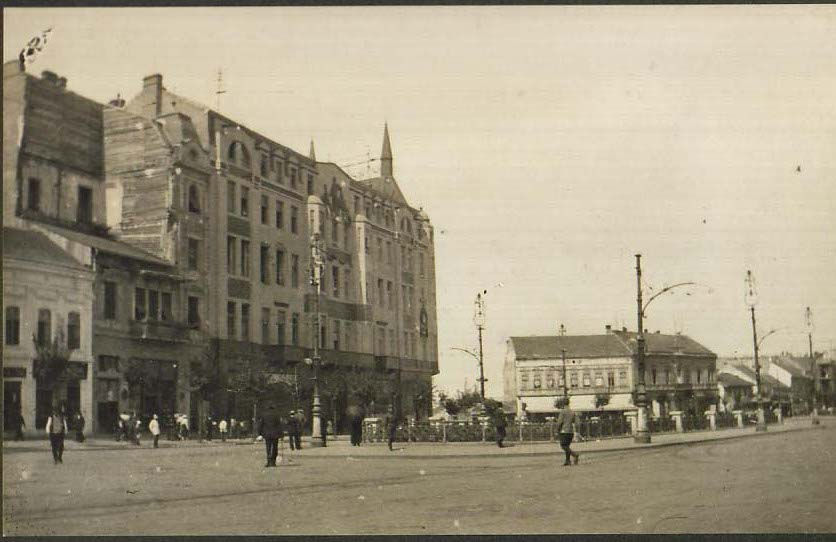
Terazije en 1919.

Terazije empezó a tomar forma como una característica urbana en la primera mitad del siglo XIX. En la década de 1840, el Príncipe Miloš Obrenović ordenó a los artesanos serbios, especialmente a herreros y caldereros, mudarse de la vieja ciudad en donde se habían mezclado con los habitantes Turcos, y construir sus casas y comercios en el lugar en donde se encuentra actualmente la plaza. La mudanza también tuvo la intención de prevenir los incendios en la ciudad. El presidente del municipio de Belgrado en los periodos de 1834-35 y 1839-40, Ilija Čarapić, tuvo la tarea especial de asignar los terrenos en Terazije y aquellos artesanos que aceptaron cercar el terreno asignado lo obtuvieron gratis.
Con respecto al origen del nombre Terazije, el historiador y escritor Milan Đ. Milićević notó que "Para surtir de agua a Belgrado, los turcos construyeron torres a determinados intervalos a lo largo del sistema de abastecimiento de agua las cuales llevaban agua desde los manantiales de Veliki Mokri Lug. El agua era subida a las torres mediante tuberías con el propósito de incrementar la presión y poder llevarla más lejos." Una de dichas torres fue erigida en el lugar donde actualmente se encuentra la fuente Terazije y la plaza fue nombrada con la palabra turca para torre de agua, terazi (literalmente, balanza de agua).
Hasta cerca de 1865, los edificios en Terazije eran principalmente de uno o dos pisos. La torre de agua fue removida en 1860 y reemplazada por una fuente para beber, llamada Terazijska česma, la cual fue erigida para celebrar el segundo reinado del Príncipe Miloš Obrenović. Durante la primera reconstrucción de la plaza en 1911, la fuente fue movida a Topčider y fue regresada a Terazije en 1976. La plaza tuvo cambios significativos en 1911-1912, cuando fue completamente reorganizada. Se colocaron jardines de flores a lo largo de la parte central de la plaza los cuales fueron rodeados por una reja baja de hierro, mientras que en el lado que hoy da a la calle Nušićeva se construyó una gran fuente. Al final del siglo XIX y principios del siglo XX, Terazije era el centro de la vida social de Belgrado.

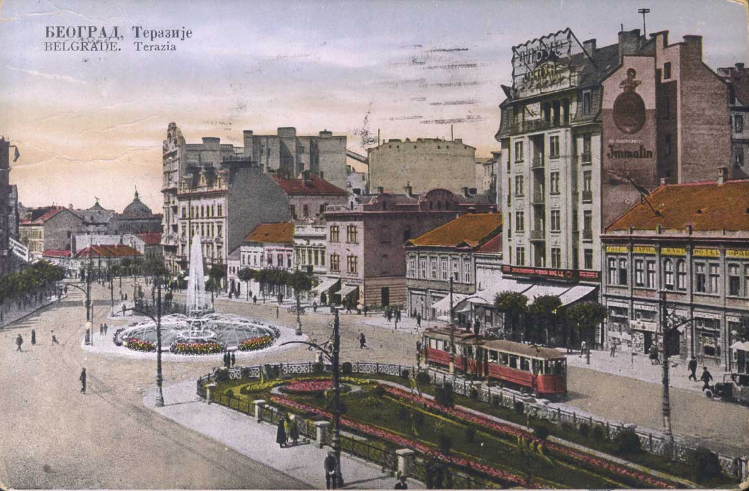
Terazije en 1934.

Otra reconstrucción masiva ocurrió en 1948, siguiendo la típica disfuncionalidad del estilo de gobierno comunista, la plaza principal de Belgrado fue reducida, los jardines de flores y los rieles del tranvía de Belgrado que se encontraban a ambos lados de la plaza fueron retirados y se construyó una serie de edificios grises que seguían el estilo del realismo socialista, formando en la década de 1950 la plaza de Marx y Engels (actualmente llamada plaza Nikola Pašić).

### Municipio
Poco después de la Segunda Guerra Mundial, en 1952, y por un corto periodo de tiempo Terazije fue su propio municipio, cuando Belgrado fue reorganizado administrativamente de distritos (rejon) a municipios. Sin embargo el 1 de enero de 1957 el municipio fue disuelto y dividido entre las municipalidades de Vračar y Stari Grad.
La población de la comunidad local moderna (mesna zajednica) de Terazije era de 3.300 en 2002, y contando a varias comunidades menores que integran el barrio totalizaban 11 104 habitantes.

## Edificios notables de Terazije a través de la historia

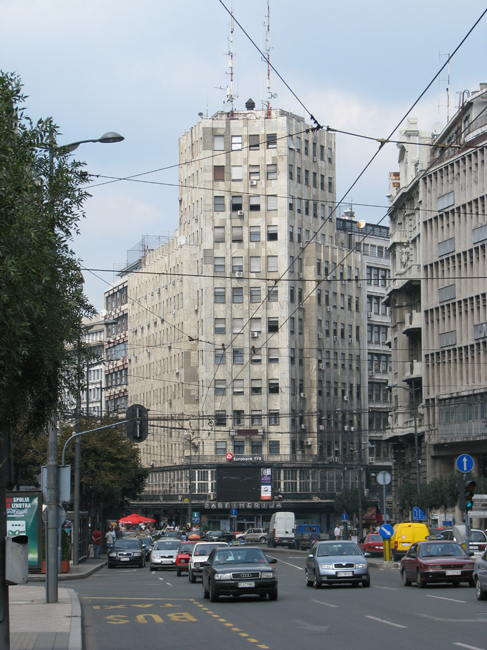
Palacio Albania

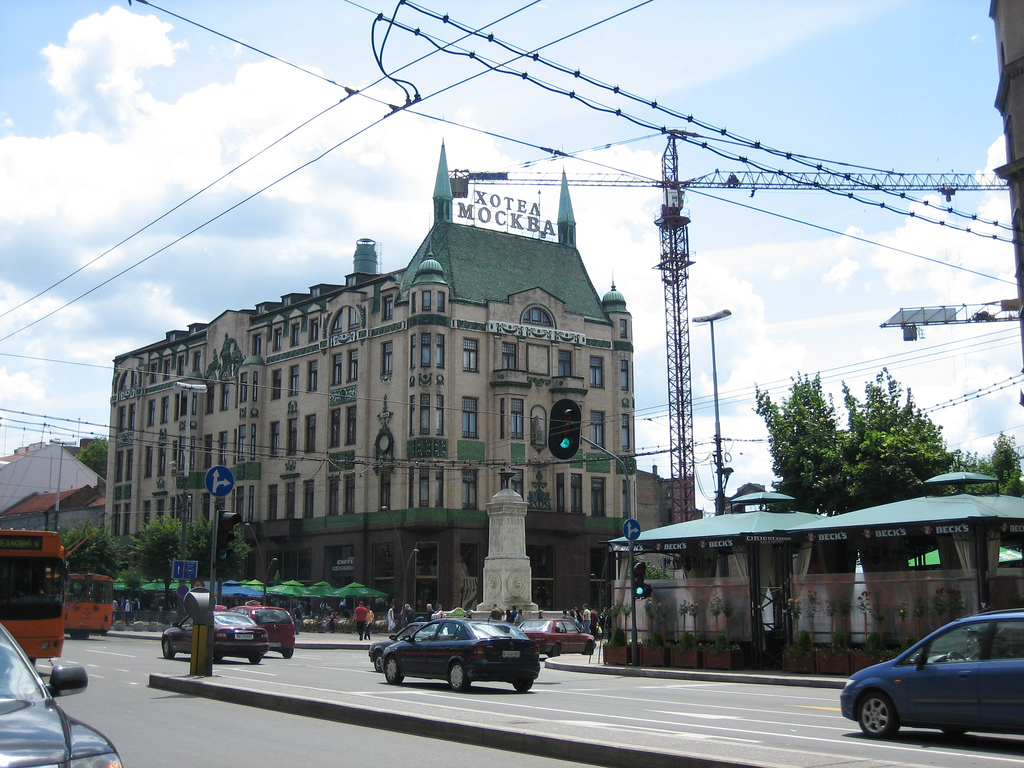
Hotel Moskva

Por ser parte central y una de las más famosas plazas de Belgrado, en Terazije se localizan muchos de los edificios famosos de Belgrado.
Los hoteles, restaurantes y tiendas más importantes están localizados ahí. De los edificios importantes que estuvieron o siguen en Terazije podemos mencionar:
- El Hotel Paris, construido durante la década de 1870 en el lugar donde se localiza actualmente el área comercial Bezistan. El hotel fue demolido durante la reconstrucción de la plaza en 1948.
- Kod zlatnog krsta kafana (en serbio significa 'Bar Cerca de la Cruz Dorada'), donde se mostró la primera película por los hermanos Lumière el 6 de junio de 1896, se localizaba en el lugar en donde actualmente se encuentra Dušanov grad.
- El viejo Hotel Kasina, construido alrededor de 1860, junto al Hotel Paris. En este hotel, en 1918 la Asamblea Nacional de Serbia realizaba sus reuniones. Las obras del Teatro Nacional de Belgrado se presentaron aquí hasta 1920. El actual Hotel Kasina fue construido en el mismo lugar en 1922.
- Takovo restaurante y cine.
- La famosa fachada del Hotel Moskva, construida en 1906, hecha de mosaicos cerámicos su forma original y la preferencia de la gente lo convierte en uno de los edificios más bellos de Belgrado.
- El restaurante McDonalds más grande de los Balcanes.
- Una gran sucursal del Costa Coffee.
- El Palacio Albania, construido en 1937, el primer rascacielos de Belgrado y el edificio más alto en los balcanes antes de la Segunda Guerra Mundial.
- Teatro Terazije, el equivalente serbio de Broadway presentando numerosas producciones musicales y adaptaciones de obras de todo el mundo. El teatro es uno de los más modernos de Belgrado y fue reconstruido en 2005.

## Terraza Terazije
Terazijska Terasa (en Cirílico Serbio: Теразијска тераса) es una pendiente que baja de los 117 metros de altura del Risco Terazije (arriba del cual se construyó Terazije) hasta el banco derecho del río Sava. Se le ha llamado de diferente forma a través de la historia como Zapadni Vračar o Savamala), es notoria como un lugar de ocio masivo. Inicia en el risco Kalemegdan, Terazije y la calle Rey Milan y partes de su pendiente incluyen al pequeño parque localizado entre las calles Balkanska y Prizrenska así como los barrios de Zeleni Venac, Savamala y Bara Venecija. Por sí misma, es una parte del Risco Sava de 300 metros de altura.
La parte alta de esta área tiene una excelente vista natural al valle del río Sava, Novi Beograd y más allá a la región de Syrmia. El futuro de la terraza es objeto de debate público y académico desde sl siglo XIX. El primer plan general fue creado en 1912 por el arquitecto francés Alban Chamond quien tuvo la visión de cascadas de piazzetas trapezoidales con flores y fuentes, dejando intacta la vista panorámica. En 1923 se creó un proyecto para construir un mirador en la terraza. En 1929, el plan del arquitecto serbio Nikola Dobrović fue aceptado. Su proyecto consistía en dos edificios de negocios altos a ambos lados del risco y una meseta entre ellos en donde habría varios negocios pequeños y lugares de ocio, mientras que la pendiente en si sería una sucesión de jardines horizontales, albercas y fuentes. En la década de 1990 el plan de Dobrović fue reactivado, pero permaneció el parque temporal que existe actualmente. En 2006 una nueva licitación para obtener una solución arquitectónica para la terraza Terazije fue organizada, pero aún no se decide cómo se verá el resultado final. Sin embargo, uno de los edificios de negocios proyectados para uno de sus lados, un gran complejo de negocios en un edificio inteligente, está siendo construido en la calle Balkanska.